# Colobura clementi
Colobura clementi är en fjärilsart som beskrevs av Comstock 1942. Colobura clementi ingår i släktet Colobura och familjen praktfjärilar. Inga underarter finns listade i Catalogue of Life.